# Under cover
Under cover var en skandalomsusad talkshow från hösten 2005 i TV3, där dolda kameror användes för att ta reda på egentliga fakta, liknande TV-programmet Insider fast särskilt riktat till den kvinnliga publiken. Programledare var Charlotta Flinkenberg och producent var Linnea Löfdahl.
G-P:s recensent placerade programmet "på första plats av höstens alla bottennapp" och konstaterade att "sämre undersökande verksamhet är svårfunnen".